# VO2 max
VO2 max, ou volume de oxigênio (O2) máximo é a capacidade máxima do corpo de um indivíduo de transportar e metabolizar oxigênio durante um exercício físico incremental — tipicamente feito em uma esteira ergométrica — sendo a variável fisiológica que melhor reflete a capacidade aeróbica de um indivíduo. Embora a sigla tenha volume em seu nome, a variável expressa vazão, ou seja, volume por unidade de tempo, geralmente em um intervalo de 1 minuto. É uma grandeza expressa em litros de oxigênio por minuto (LO2/min) de forma absoluta, e em mililitros de oxigênio por quilograma por minuto (mL/kg·min) de forma relativa ao peso do indivíduo. A forma relativa geralmente é usada para comparação entre diferentes atletas.
O VO2 max não é uma variável como a frequência cardíaca, que pode ser medida com um frequencímetro. O VO2 max é usado para medir o “condicionamento” e o quão “condicionável” é o indivíduo, por isso é o melhor índice fisiológico para classificação e triagem de atletas.